# Bernardino de Bernardis
Bernardino de Bernardis Ferrari (Fuscaldo, 27 maggio 1699 – Martirano, 18 giugno 1758) è stato un vescovo cattolico italiano, noto per aver avuto per brevissimo tempo come segretario, in qualità di vescovo di Martirano, Giacomo Casanova.

## Biografia
Bernardino de Bernardis-Ferrari apparteneva a una famiglia della borghesia calabrese; suo padre Giambattista de Bernardis era medico, la madre si chiamava Teodora Ferrari. Nel Regno di Napoli, nei primi anni del XVIII secolo, era frequente che al cognome paterno si accompagnasse quello materno, secondo l'uso spagnolo.
Bernardino entrò nell'ordine dei Minimi di San Francesco di Paola. Oratore di successo si recò in Polonia e nel 1739 venne creato teologo di corte da Stanislao Leszczyński re di Polonia. Il 16 dicembre 1743 venne nominato vescovo di Martirano venendo consacrato il successivo 22 dicembre da papa Benedetto XIV.
Nel 1744 il vescovo di Martirano assunse come segretario il giovane Giacomo Casanova. Nelle sue Memorie Casanova ha affermato che Mons. de Bernardis era stato consacrato vescovo per i buoni uffici di sua madre, di professione attrice. Raggiunta Martorano, un piccolo paese arroccato sul massiccio del Reventino, Casanova, profondamente deluso per la povertà e la mancanza di svaghi di quelle località di montagna, andò via il giorno successivo al suo arrivo. Differentemente da quanto affermato da Casanova, secondo il quale mons. de Bernardis sarebbe morto prematuramente nel 1746, il presule morì nel 1758, dopo 14 anni dalla consacrazione. Nell'archivio diocesano di Lamezia Terme è conservata una relazione ad limina del vescovo de Bernardis.

## Genealogia episcopale
La genealogia episcopale è:
- Cardinale Scipione Rebiba
- Cardinale Giulio Antonio Santori
- Cardinale Girolamo Bernerio, O.P.
- Arcivescovo Galeazzo Sanvitale
- Cardinale Ludovico Ludovisi
- Cardinale Luigi Caetani
- Cardinale Ulderico Carpegna
- Cardinale Paluzzo Paluzzi Altieri degli Albertoni
- Cardinale Flavio Chigi
- Papa Clemente XII
- Cardinale Giovanni Antonio Guadagni, O.C.D.
- Vescovo Bernardino de Bernardis